# Arda Güler
Arda Güler (Altındağ, Ankara, Turkije, 25 februari 2005) is een Turks voetballer die als middenvelder speelt. Hij verruilde Fenerbahçe in juli 2023 voor Real Madrid. Güler debuteerde in 2022 in het Turks voetbalelftal.

## Clubcarrière

### Fenerbahçe
Güler begon zijn carrière in 2014 bij de jeugdopleiding van Gençlerbirliği. Hij werd gescout door Fenerbahçe en maakte de overstap naar die club in 2019. In januari 2021 ondertekende hij er een profcontract van tweeënhalf jaar.
Op 19 augustus 2021 maakte hij zijn officiële debuut in het eerste elftal van Fenerbahçe: in de Europa League-kwalificatiewedstrijd tegen HJK Helsinki (1-0-winst) liet trainer Vítor Pereira hem in de 66e minuut invallen voor Filip Novák. Drie dagen later liet Pereira hem ook invallen in de competitiewedstrijd tegen Antalyaspor. Güler viel in de 87e minuut in voor Kim Min-jae en bood Enner Valencia in de blessuretijd de assist voor de 2-0 aan. Op 13 maart 2022, nog geen maand na zijn zeventiende verjaardag, scoorde hij tegen datzelfde Alanyaspor zijn eerste doelpunt in de Süper Lig. In zijn debuutseizoen scoorde hij drie keer in de Süper Lig.
Het seizoen 2022/23 startte Güler met het rugnummer 10, het rugnummer van clublegende Alex de Souza. Hij mocht meer minuten maken dan het voorgaande seizoen en wist 6 doelpunten en 7 assists te maken in 35 wedstrijden. Aan het einde van het seizoen startte een waar titanengevecht om het talent te tekenen. Güler had het bestuur van Fenerbahçe namelijk al laten weten te willen vertrekken. Er was interesse van onder meer Real Madrid en FC Barcelona.

### Real Madrid
Op 6 juli 2023 kondigde Real Madrid, de transfer aan van Güler. Hij kwam voor circa € 20 miljoen euro over, dit kan oplopen door middel van bonussen tot 50 miljoen. Hij tekende een contract tot medio 2029. Hij werd hiermee de derde Turk in het shirt van Real Madrid. Nuri Şahin en Hamit Altıntop gingen hem voor. 
Door opvolgende blessures, wat zelfs resulteerde in het ontslag van het hoofd van de medische staf, maakte hij zijn debuut pas op 6 januari 2024 door te beginnen in de bekerwedstrijd tegen Arandina CF. Acht dagen na zijn debuutwedstrijd won hij zijn eerste prijs met Real Madrid, namelijk de Supercopa de España. In het toernooi maakte hij enkele minuten in de halve finale tegen Atlético Madrid. Op 10 maart 2024 maakte de middenvelder zijn eerste doelpunt in Madrileense dienst, in een duel tegen Celta de Vigo.
In zijn eerste seizoen bij de koninklijke won Arda drie prijzen, waaronder de Champions League. Hij werd de eerste Turkse voetballer in de geschiedenis die die beker op zijn erelijst mocht schrijven.
In zijn tweede seizoen maakte hij zijn Europees debuut bij Real, dat het seizoen aftrapte tegen Atlanta in de strijd om de Super Cup. Hij viel in de 88e minuut in. De wedstrijd eindigde in 2-0; Arda won daarmee zijn tweede Europese hoofdprijs.  Arda werd de speler van de maand december 2024 onder 23 jaar gekozen van de Primera División.

## Interlandcarrière
Op 19 november 2022 maakte Güler zijn interlanddebuut tijdens een oefenwedstrijd tegen Tsjechië, die met 2-1 gewonnen werd.
Hij scoorde zijn eerste interland doelpunt in een EK-Kwalificatie wedstrijd tegen Wales, waar Turkije Wales versloeg met 2-0. Hij werd met een leeftijd van 18 jaar een 114 dagen de jongste doelpuntenmaker ooit van het Turks voetbalelftal.
Op het EK van 2024 maakte hij de tweede Turkse goal in de met 3-1 gewonnen eerste groepswedstrijd, tegen Georgië. Daarmee werd hij de jongste doelmaker die scoorde op zijn debuut op een Europees kampioenschap voetbal, een record dat op naam stond van Cristiano Ronaldo. In het toernooi wist hij verder nog twee assists te maken en werd er tweemaal gescoord na hoekschoppen genomen door Güler.

## Clubstatistieken
| Seizoen        | Club           | Competitie       | Competitie | Competitie | Competitie | Beker | Beker | Beker | Internationaal | Internationaal | Internationaal | Totaal | Totaal | Totaal |
| Seizoen        | Club           | Competitie       | Wed.       | Dlp.       | Ass.       | Wed.  | Dlp.  | Ass.  | Wed.           | Dlp.           | Ass.           | Wed.   | Dlp.   | Ass.   |
| -------------- | -------------- | ---------------- | ---------- | ---------- | ---------- | ----- | ----- | ----- | -------------- | -------------- | -------------- | ------ | ------ | ------ |
| 2021/22        | Fenerbahçe     | Süper Lig        | 12         | 3          | 3          | 0     | 0     | 0     | 4              | 0              | 2              | 16     | 3      | 5      |
| 2022/23        | Fenerbahçe     | Süper Lig        | 20         | 4          | 4          | 5     | 1     | 2     | 10             | 1              | 1              | 35     | 6      | 7      |
| Clubtotaal     | Clubtotaal     | Clubtotaal       | 32         | 7          | 7          | 5     | 1     | 2     | 14             | 1              | 3              | 51     | 9      | 12     |
| 2023/24        | Real Madrid    | Primera División | 10         | 6          | 0          | 2     | 0     | 0     | 0              | 0              | 0              | 12     | 6      | 0      |
| 2024/25        | Real Madrid    | Primera División | 28         | 3          | 5          | 6     | 2     | 4     | 15             | 1              | 2              | 49     | 6      | 11     |
| 2025/26        | Real Madrid    | Primera División | 1          | 0          | 0          | 0     | 0     | 0     | 0              | 0              | 0              | 1      | 0      | 0      |
| Clubtotaal     | Clubtotaal     | Clubtotaal       | 39         | 9          | 5          | 8     | 2     | 4     | 15             | 1              | 2              | 62     | 12     | 11     |
| Carrièretotaal | Carrièretotaal | Carrièretotaal   | 71         | 16         | 12         | 13    | 3     | 6     | 29             | 2              | 5              | 113    | 21     | 23     |

Laatst bijgewerkt tot en met 20 augustus 2025.

## Erelijst
| Türkiye Kupası            | 1× | 2022/23 |
| Real Madrid               |    |         |
| Internationaal            |    |         |
| FIFA Intercontinental Cup | 1× | 2024    |
| UEFA Champions League     | 1× | 2023/24 |
| UEFA Super Cup            | 1× | 2024    |
| Nationaal                 |    |         |
| Primera División          | 1× | 2023/24 |
| Supercopa de España       | 1× | 2023/24 |